# Debito pubblico ottomano
Il debito pubblico ottomano fu un termine risalente al 24 agosto 1855, quando l'Impero ottomano stipulò per la prima volta contratti di prestito con i suoi creditori europei poco dopo l'inizio della guerra di Crimea.
L'Impero stipulò successivi prestiti, in parte per finanziare la costruzione di ferrovie e in parte per finanziare i disavanzi tra le entrate e le spese sontuose della corte imperiale. Alcuni commentatori finanziari hanno notato che i termini di questi prestiti erano eccezionalmente favorevoli alle banche francesi e britanniche che li facilitarono, mentre altri hanno notato che riflettevano la volontà dell'amministrazione imperiale di rifinanziare costantemente i propri debiti.
Il governo ottomano dichiarò un'insolvenza sovrana sui rimborsi dei prestiti con il Ramazan Kararnamesi (Decreto del Ramadan) il 30 ottobre 1875. Sei anni dopo, come parte del Muharrem Kararnamesi (Decreto di Muharrem) del 15 ottobre 1881, che ridusse il debito pubblico complessivo, fu istituita l'amministrazione del debito pubblico ottomano (OPDA). Ciò rese i creditori europei come i detentori di obbligazioni e assegnò diritti speciali all'OPDA per la riscossione di varie entrate fiscali e doganali all'interno dell'Impero ottomano.

## Dimensione
Impero ottomano
- Nel 1875, il debito pubblico nominale era di £ 200.000.000, con interessi annuali e pagamenti di ammortamento di £ 12.000.000, più della metà delle entrate nazionali.
- Nel dicembre 1881, il debito fu ridotto da £ 191.000.000 a £ 106.000.000 con le concessioni del governo all'OPDA.

Repubblica di Turchia
- Durante la Conferenza di Parigi del 1925, la Repubblica di Turchia accettò di pagare il 62% del debito pre-1912 dell'Impero ottomano e il 77% del debito post-1912 dell'Impero ottomano.[4] Con il Trattato di Parigi del 1933, la Turchia ridusse tale importo a suo favore e accettò di pagare 84,6 milioni di lire sul restante totale di 161,3 milioni di lire di debito ottomano. L'ultimo pagamento del debito ottomano fu effettuato dalla Turchia il 25 maggio 1954.